# Atqasuk
Atqasuk – miasto w Stanach Zjednoczonych, w stanie Alaska, w okręgu North Slope. 